# Ronald Araújo
Ronald Federico Araújo da Silva, född 7 mars 1999, är en uruguayansk fotbollsspelare som spelar för FC Barcelona och Uruguays landslag.

## Klubbkarriär
Den 29 augusti 2018 värvades Araújo till FC Barcelona, där han skrev på ett femårskontrakt. Araújo spelade till en början i Barcelona B innan han den 6 oktober 2019 fick debutera i La Liga, i en match mot Sevilla, där han blev inbytt i den 73:e minuten mot Jean-Clair Todibo. I den 86:e matchminuten blev han utvisad efter en tackling på Javier Hernández. I april 2022 förlängde Araújo sitt kontrakt i Barcelona fram till juni 2026.

## Landslagskarriär
Araújo debuterade för Uruguays landslag den 13 oktober 2020 i en 4–2-förlust mot Ecuador.

## Meriter
FC Barcelona
- La Liga: 2022/2023, 2025/2025
- Copa del Rey: 2020/2021, 2024/2025
- Supercopa de España: 2022-23, 2024-25